# Vincenzo Carano
Vincenzo Carano (Reggio Emilia, 25 febbraio 1902 – ...) è stato un calciatore italiano, di ruolo attaccante.

## Carriera
Conta una presenza col Bologna nella Prima Divisione 1921-1922.